# کروسنا-ویش
کروسنا-ویش (به لهستانی:  Krosna-Wieś) یک روستا در لهستان است که در گمینا بروینوو واقع شده‌است.